# کوکی جار گروپ
کوکی جار گروپ (انگلیسی: Cookie Jar Group) که پیش‌تر «سِنار» (انگلیسی: CINAR؛ با تلفظِ seh-NAR) نام داشت یک شرکتِ کاناداییِ تولید و عرضهٔ محصولات آموزشی و سرگرمی کودکان است.
کوکی جار گروپ یکی از بزرگ‌ترین شرکت‌هایِ مستقلِ تولید و پخش محصولات آموزشی و سرگرمی کودکان است و حق پخشِ برخی از مشهورترین برندهای تولیدی کودکان را در اختیار دارد.
دفتر مرکزی این شرکت در شهر تورنتو کانادا واقع است و شعبه‌هایی در بربنک، کالیفرنیا، پاریس، لندن و توکیو و سایر نقاط جهان دارد.
در سال ۲۰۱۲ میلادی، این شرکت با «دی‌اچ‌اکس میدیا» ادغام شد و عنوانش به «شرکت دی‌اچ‌اکس کوکی جار میدیا» تغییر کرد.
این شرکت در شکلِ قبلی خود (سِنار)، حضوری درخشان و موفق در عرصه تولیدات تلویزیونی داشت تا آنکه در سال ۲۰۰۰ میلادی دچار یک رسوایی مالی شد و «ریچارد واینبرگ» (یکی از بنیان‌گذاران آن) به همراه سه نفر دیگر دستگیر و محاکمه شدند. اتهام آنان خروج و سپرده‌گذاری ۱۲۲ میلیون دلار در بانک‌های باهاما بدون اطلاع و کسب مجوز از اعضای هیئت مدیره بود.